# Hứa Hoàng hậu (Hán Tuyên Đế)
Hứa Bình Quân (chữ Hán: 許平君; ? - 72 TCN), thụy hiệu Cung Ai Hoàng hậu (恭哀皇后), là nguyên phối và Hoàng hậu đầu tiên của Hán Tuyên Đế Lưu Tuân, sinh mẫu của Hán Nguyên Đế Lưu Thích trong lịch sử Trung Quốc.
Là phu thê từ thuở hàn vi nên Hán Tuyên Đế với bà tình cảm sâu đậm. Hoàng đế hạ chỉ sai tìm lại thanh gươm cũ, ám chỉ không quên thê tử kết tóc, trở thành điển tích 「Cố kiếm tình thâm; 故劍情深」 nổi tiếng trong điển tích văn học Trung Hoa cổ, không kém gì "Tào khang chi thê". Tuy nhiên, bà bị Hoắc Hiển - kế thất của Bác Lục Tuyên Thành hầu Hoắc Quang hại chết để đưa Hoắc Thành Quân làm Kế hoàng hậu.

## Xuất thân
Hứa Bình Quân sinh vào khoảng năm Chính Hòa thời Hán Vũ Đế (tức từ 90 TCN đến 88 TCN), cha bà là Hứa Quảng Hán (許廣漢), người Xương Ấp (nay là huyện Kim Hương, tỉnh Sơn Đông). Đương thời Hứa Quảng Hán làm chức Thị tòng cho Xương Ấp Ai vương Lưu Bác – cha của Xương Ấp vương Lưu Hạ, dần dần Hứa Quảng Hán trở thành một trong những nhân viên hộ tống Hán Vũ Đế mỗi khi có dịp đi từ Trường An đến Cam Tuyền cung.
Một lần, do lấy nhầm yên ngựa của người khác, khép vào tội trộm cắp đáng xử tử hình, tuy nhiên có chiếu lệnh tử hình có thể chuyển thành cung hình (thiến), nên Hứa Quảng Hán phải trở thành hoạn quan, là Hoạn giả thừa (宦者丞). Sau đó, Hứa Quảng Hán vì không hoàn thành nhiệm vụ trong việc điều tra vụ án Thượng Quan Kiệt mưu đồ phản nghịch, Hứa Quảng Hán bị Hán Chiêu Đế Lưu Phất Lăng điều đi làm chức coi ngục trong Dịch đình.
Lúc ấy, tằng tôn của Hán Vũ Đế là Lưu Bệnh Dĩ được gởi nuôi ở Dịch đình, cùng cư ngụ chung chỗ với Hứa Quảng Hán. Dịch đình lệnh Trương Hạ (张贺), vốn là Gia lại của Lệ Thái tử Lưu Cứ, ông nội của Lưu Bệnh Dĩ, do đó thường chiếu cố Bệnh Dĩ, còn muốn đem con gái của chính mình gả cho. Em trai của Trương Hạ là Trương An Thế (张安世), đang làm Tả tướng quân, cùng với Hoắc Quang phụ tá triều chính, nghe được ý định của anh trai mà khuyên can:"Hoàng tằng tôn là hậu nhân của Lệ Thái tử bị tội, có được cơm ăn áo mặc như bình dân đã là phúc khí, không cần phải đem con gái gả cho hắn mà chịu khổ đâu!". Hứa Bình Quân có nhan sắc, khi này vừa khoảng 15 tuổi, được hứa gả cho con trai của Nội giả lệnh Âu Hầu thị, nhưng chưa kịp xuất giá thì người chồng đã chết. Mẹ của Hứa Bình Quân bèn đem con gái dẫn đi coi bói, đoán được rằng Hứa thị tất phải gả cho quý nhân, mẹ của Bình Quân nghe thế mà sung sướng. Trương Hạ nghe nói Hứa Quảng Hán có cô con gái xinh đẹp, bèn nói vào:"Hoàng tằng tôn tuy địa vị bi hèn, nhưng cũng là họ hàng gần của đương kim Hoàng đế, tương lai ít nhất cũng là Quan nội hầu, có thể gửi gắm con gái cho y!", Quảng Hán nghe thế mới xin cưới Bình Quân cho Bệnh Dĩ.
Năm Nguyên Phượng thứ 6 (75 TCN), Hứa Bình Quân cùng Lưu Bệnh Dĩ thành hôn. Năm Nguyên Bình nguyên niên (74 TCN), bà sinh được Lưu Thích.

## Hoàng hậu Đại Hán

### Cố kiếm tình thâm
Năm Nguyên Bình nguyên niên (74 TCN), tháng 4, Hán Chiêu Đế Lưu Phất Lăng băng hà. Đại thần Hoắc Quang lập Xương Ấp vương Lưu Hạ - chủ cũ của Hứa Quảng Hán làm Thiên tử. Nhưng do Lưu Hạ thiếu tư cách nên chỉ sau khoảng 27 ngày thì bị phế truất. Hoắc Quang đón Lưu Bệnh Dĩ lên ngôi, tức là Hán Tuyên Đế. Hứa Bình Quân là nguyên phối thê tử, nhưng chỉ được phong Tiệp dư.
Lúc đó, Hoắc Quang và vợ đưa con gái nhỏ là Hoắc Thành Quân vào cung dự tuyển Hoàng hậu để tăng thế lực họ Hoắc. Triều thần bàn nhau lập Hoắc Thành Quân làm Hoàng hậu, nhưng Hán Tuyên Đế ra chiếu chỉ yêu cầu tìm lại thanh gươm đã dùng thời kỳ thất thế. Triều thần hiểu ý Tuyên Đế không quên thê tử kết tóc khi còn khó khăn, bèn ủng lập Hứa tiệp dư làm Hoàng hậu. Ngày 19 tháng 11 (âm lịch) cùng năm đó, Hứa Bình Quân được sách lập Hoàng hậu. Tuy Hứa Bình Quân là Hoàng hậu, nhưng cha bà là Hứa Quảng Hán chỉ được phong Xương Thành quân (昌成君), do Hoắc Quang cho rằng ông từng có tội.
Về sau, hành động trọng tình nghĩa của Hán Tuyên Đế đối với Hứa Hoàng hậu được người đời gọi là Cố kiếm tình thâm (故剑情深).

### Bị hại vong mạng
Việc Hứa Bình Quân được lập làm Hậu khiến cho nhà họ Hoắc thù ghét và rắp tâm hãm hại, đặc biệt là Hoắc Hiển - vợ Hoắc Quang, mẹ của Hoắc Thành Quân. Năm Bổn Thủy thứ 2 (72 TCN), Hứa Hoàng hậu đang mang thai con thứ hai, Hoắc Hiển nhân cơ hội mưu hại Hoàng hậu nhằm đưa con mình lên thay.
Hoắc Hiển cấu kết với nữ thầy thuốc trong cung là Thuần Vu Diễn để hạ độc Hứa Hoàng hậu. Khi đó chồng Vu Diễn đang làm Dịch đình Hộ vệ, vì muốn thăng chức nên nói vợ:「"Hãy cầu Hoắc phu nhân cho ta làm An Trì giám"」. Vu Diễn cầu xin Hoắc Hiển, Hoắc Hiển nói:「"Ngươi có việc muốn nhờ với ta, ta cũng có việc muốn nhờ với ngươi, có thể chứ?"」, Vu Diễn nói:「"Phu nhân cứ nói!"」. Hoắc Hiển ngỏ ý:「"Hoắc đại tướng quân cực yêu con gái Thành Quân, muốn trở thành Hoàng hậu, việc này cũng chỉ nhờ cậy ngươi!"」. Vu Diễn dò hỏi động thủ thế nào, Hoắc Hiển chỉ:「"Phụ nữ sinh dục là chuyện đại sự, cửu tử nhất sinh. Hôm nay Hoàng hậu chuẩn bị sinh nở, ngươi thừa cơ độc chết, như vậy Thành Quân sẽ trở thành Hoàng hậu. Việc thành, ngươi và ta cùng hưởng phú quý!"」. Trong quá trình hộ sanh, Thuần Vu Diễn lấy thuốc phục tử, cùng đại y, đại hoàn trộn vào đưa cho Hoàng hậu uống. Quả nhiên, Hứa hậu liền hoa mắt chóng mặt, càng thêm khí xúc, nhanh chóng băng thệ.
Tuy đã thành công nhưng Hoắc Hiển chưa mừng vội. Ngay sau đó, triều đình bắt các Y sinh thất trách trong việc làm Hứa hậu mất mạng, giam vào ngục. Hoắc Hiển chột dạ, bèn trình bày sự tình với Hoắc Quang. Hoắc Quang kinh ngạc, âm thầm bỏ lệnh tra khảo Thuần Vu Diễn, tấu Tuyên Đế xử tử để không liên lụy toàn bộ gia tộc họ Hoắc.
Hoàng hậu băng thệ khiến Hán Tuyên Đế hết sức đau buồn, ban thụy hiệu Cung Ai Hoàng hậu (恭哀皇后), chôn cất tại Thiếu lăng (少陵; tức phía nam vườn của Đỗ Lăng). Tuy hai năm sau, Tuyên Đế lập Hoắc Thành Quân làm Kế hoàng hậu và ra vẻ sủng ái, nhưng thâm tâm không quên cái chết của người vợ quá cố.

## Hậu sự sau khi mất
Năm Địa Tiết thứ 3 (65 TCN), một năm sau khi Hoắc Quang mất, Tuyên Đế phong Lưu Thích, con trai của Hứa hậu làm Thái tử. Gia tộc họ Hoắc dần mất đi tước thực quyền, dù vẫn được giữ quyền cao chức trọng để che mắt.
Năm sau (66 TCN), Hoắc Hiển âm mưu tạo phản. 
Hán Tuyên Đế bắt giam toàn bộ nhà họ Hoắc rồi đồng loạt xử tử. Hoắc Hiển và con cái bị chém đầu thị chúng; Hoắc Vũ, em trai Hoắc Thành Quân bị chém ngang lưng; khoảng 1000 người trong gia tộc họ Hoắc bị liên lụy giết chết. Riêng Hoắc Thành Quân bị phế ngôi Hậu, giam vào Chiêu Đài cung (昭台宫), sau đày đến Vân Lâm quán (云林馆) và bức tự vẫn.
Hán Tuyên Đế ra tay tàn sát gia tộc họ Hoắc, vừa để báo thù cho Cố Hoàng hậu Hứa Bình Quân và việc Hoắc hậu cùng mẹ âm mưu hãm hại Thái tử Lưu Thích - con trai Hứa Bình Quân, vừa tự mình trừ bỏ thế lực Hoắc thị, nắm lại triều cương. Năm Địa Tiết thứ 3 (67 TCN), cha Hứa Bình Quân là Hứa Quảng Hán, do là ông ngoại của Thái tử Lưu Thích, được phong Bình Ân hầu (平恩侯). Ông sống đến năm Thần Tước nguyên niên (61 TCN), thụy là Đới hầu (戴侯), không con trai, chọn Hứa Gia (許嘉), con của người em Hứa Diên Thọ (許延壽) kế tục tước Hầu. Hứa Gia về sau sinh Hiếu Thành Hứa Hoàng hậu của Hán Thành Đế Lưu Ngao.

## Trong văn hóa đại chúng
| Năm  | Phim truyền hình | Diễn viên   |
| 2002 | Ô Long Thiên tử  | Tống Nghiên |
| 2015 | Vân trung ca     | Tô Thanh    |